# Drilon Shala
Drilon Shala (Lahti, 20 marzo 1987) è un ex calciatore finlandese, di ruolo attaccante.

## Biografia
Nato e cresciuto in Finlandia ma è di origini kosovare.

## Carriera
Ha giocato nella prima divisione finlandese.

## Palmarès

### Club

#### Competizioni nazionali
- Coppa di Lega finlandese: 1

Lahti: 2016